# Jus
Lilla jus (Ѧ, ѧ) och stora jus (Ѫ, ѫ) var två bokstäver i det glagolitiska och det ursprungliga kyrilliska alfabetet. De representerade två urslaviska nasala vokaler, troligen uttalade [ɛ̃] respektive [ɔ̃], som användes i fornkyrkoslaviskan. Det fanns också joterade varianter av dessa två bokstäver för att beteckna motsvarande vokal med [j]-inledning (Ѩ ѩ och Ѭ ѭ).
De slaviska språken som idag använder kyrilliska alfabetet har förlorat de nasala vokalerna. Bokstäverna lilla och stora jus används därför inte längre. I det latinska skriftområdet har dock polskan bevarat de två nasala vokalerna, som i det polska alfabetet betecknas Ę ę respektive Ą ą.